# Барні Стінсон
Ба́рні Сті́нсон (англ. Barney Stinson) — один з головних персонажів телесеріалу «Як я зустрів вашу маму». Барні любить дорогі костюми, алкоголь, лазертаг та жінок. Відомий низкою своїх коронних фраз, зокрема: «Леген…стривай, стривай…дарно!», «Привдягнися», «Татко вдома» тощо.

## Характер
Барнабас «Барні» Стінсон — один з п'яти головних героїв ситкому «Як я зустрів вашу маму». В перших сезонах герой постає бабієм, переконаним холостяком, і, як описав його найкращий друг Тед Мосбі, «високофункціональним соціопатом». Барні має безліч стратегій та правил, розроблених для того, щоб успішно познайомитися з жінкою, провести з нею ніч, а потім позбутися.
Сам Ніл Патрік Гарріс, актор, що зіграв роль Барні, охарактеризував свого персонажа як «людину, яка любить провокувати божевільні ситуації, а потім спокійно спостерігати що з цього вийде». Він — опортуніст, який може повернути будь-яку ситуацію собі на користь. Крім того, Барні здатний до суперництва: протягом усього серіалу приймає різноманітні «виклики» для здійснення чудернацьких завдань, щоб довести свою цінність. Герой також гордий та впертий, намагається дотримуватися свого слова не дивлячись ні на що. Однак інколи Барні може бути дуже наївним, оскільки вірить у брехню, яку роками казала його матір, наприклад, що його батьком є Боб Баркер.
Барні також є ілюзіоністом. Зазвичай він використовує фокуси для знайомства з жінками. Він є найбагатшим і найвпливовішим членом групи. Він часто купує дуже дорогі речі, наприклад, терміновий квиток на рейс до Сан-Франциско, витрачає тисячі доларів на поштові марки, або два телевізори, придбані спеціально для розбивання в поганому настрої. Також герой захоплюється азартними іграми. Барні живе за власним кодексом етики — «Кодексом братана».

## Стосунки з жінками
На початку шоу Барні Стінсон — бабій, який категорично проти довготривалих відносин. В 5 сезоні він починає зустрічатися зі своєю подругою Робін Щербатськи. Однак наприкінці сезону стосунки розпадаються і Барні повертається до свого звичного способу життя. Проте в 6 і 7 сезонах він стикається з рядом особистих проблем, наприклад, відносини з батьком і страх перед зобов'язаннями. Так, в кінці 8 сезону Барні розуміє, що все ще закоханий в Робін, і робить їй пропозицію руки та серця.
Фінальний сезон повністю базується на весіллі Барні та Робін. Однак у серії «Last Forever» показано, що через три роки шлюб розпався, оскільки напружений графік роботи Робін не дозволяв їм проводити час разом. Після цього Барні знову повертається до теми сексу на одну ніч, поки (в оригінальній кінцівці) одна з його партнерок не завагітніє. Ідея бути батьком жахає його аж до дня, коли народжується його дитина — дівчинка на ім'я Еллі. Барні полюбив її з першого погляду і став відданим батьком.

## Кар'єра
Протягом усього серіалу Барні відмовляється розповідати чим заробляє на життя. Однак в 9 сезоні, будучи напідпитку, він зізнається: його робота полягає в тому, щоб «надавати правове виправдання і все підписувати», тобто Барні є цапом-відбувайлом для нелегальної діяльності своєї компанії. Працюючи під прикриттям, він був частиною довгострокового плану федерального уряду і хотів помститися своєму босові за те, що той відбив у нього дівчину на початку серіалу. Барні працює на компанію «Altrucell», яка рекламує себе, як найбільшого у світі виробника покриття для тенісних м'ячів. Однак основні прибутки компанії йдуть з інших галузей: лісозаготівля, буріння нафтових свердловин, продаж стрілецької зброї, вирощування тютюну, ракетобудування. Сам Барні зазначав, що через професійну діяльність в один прекрасний день його можуть знайти на березі моря без зубів та подушечок пальців.
Незалежно від професії, Барні був найбагатшим з усієї п'ятірки друзів. Він проживає в апартаментах люкс класу і може собі дозволити два 300-дюймові телевізори з Японії і багато пам'ятних речей, серед яких костюм імперського штурмовика з фільму «Зоряні війни».